# Torneo Apertura 2004 (El Salvador)
El Torneo Apertura 2004 fue el decimotercer torneo corto desde la creación del formato de un campeonato Apertura y Clausura, que se juega en la Primera División de El Salvador. CD FAS se proclamó campeón por decimoquinta vez en su historia, y cuarta ocasión en este tipo de competencia tras imponerse en penalties sobre el Atlético Balboa.

## Ascenso  y  descenso
| Pos | Descendido de Primera División 2003/04 |
| --- | -------------------------------------- |
| 8º  | CD Chalatenango (Repechaje)            |
| 10º | CD Arcense                             |

| Pos | Ascendido de la Segunda División |
| --- | -------------------------------- |
| 1º  | CD Once Municipal                |
| 2º  | CD Once Lobos (Repechaje)        |

## Tabla de clasificación
|  |     | Equipos de fútbol   | PJ | G | E | P  | GF | GC | Dif | Pts |
|  | --- | ------------------- | -- | - | - | -- | -- | -- | --- | --- |
|  | 1.  | CD FAS              | 18 | 9 | 5 | 4  | 26 | 19 | +7  | 32  |
|  | 2.  | San Salvador FC     | 18 | 9 | 5 | 4  | 30 | 33 | -3  | 32  |
|  | 3.  | Atlético Balboa     | 18 | 7 | 9 | 2  | 26 | 13 | +13 | 30  |
|  | 4.  | CD Luis Ángel Firpo | 18 | 7 | 8 | 3  | 26 | 13 | +13 | 29  |
|  | 4.  | AD Isidro Metapán   | 18 | 8 | 5 | 5  | 24 | 25 | -1  | 29  |
|  | 6.  | CD Águila           | 18 | 5 | 8 | 5  | 24 | 20 | +4  | 23  |
|  | 7.  | Alianza FC          | 18 | 6 | 3 | 9  | 19 | 25 | -6  | 21  |
|  | 8.  | CD Once Lobos       | 18 | 4 | 7 | 7  | 22 | 21 | +1  | 19  |
|  | 9.  | CD Once Municipal   | 18 | 5 | 4 | 9  | 15 | 26 | -11 | 19  |
|  | 10. | CD Municipal Limeño | 18 | 0 | 6 | 12 | 12 | 31 | -19 | 6   |

Juego de desempate por el cuarto lugar
| 5 de diciembre - 2004 | Luis Ángel Firpo | 0:2 | Isidro Metapán | Estadio Cuscatlán, San Salvador |  |

## Fase final
|  | Semifinales    | Semifinales | Semifinales |       |        | Final | Final |  |
|  |                |             |             |       |        |       |       |  |
|  |                |             |             |       |        |       |       |  |
|  | Balboa         | 1           | 3           |       |        |       |       |  |
|  | Balboa         | 1           | 3           |       |        |       |       |  |
|  | San Salvador   | 1           | 1           |       |        |       |       |  |
|  | San Salvador   | 1           | 1           |       | Balboa | 0 (3) |       |  |
|  |                |             |             |       | Balboa | 0 (3) |       |  |
|  |                |             | FAS         | 0 (4) |        |       |       |  |
|  | Isidro Metapán | 2           | FAS         | 0 (4) | 0      |       |       |  |
|  | Isidro Metapán | 2           |             |       | 0      |       |       |  |
|  | FAS            | 1           | 3           |       |        |       |       |  |
|  | FAS            | 1           | 3           |       |        |       |       |  |
|  |                |             |             |       |        |       |       |  |

### Final
| 19 de diciembre de 2004 | Atlético Balboa                                                            | 0:0 (3:4 p.)               | FAS                                                             | Estadio Cuscatlán, San Salvador |  |
|                         |                                                                            | Tiros desde el punto penal |                                                                 |                                 |  |
|                         | De Mello · Henríquez · Valerio · Asprilla · Salamanca · Mercado · González |                            | Murgas · Góchez · Mafla · Umaña · Pacheco · Velásquez · Messías |                                 |  |

| Tiros desde el punto penal |  |     |
|                            |  | 3:4 |

| Bandera de El Salvador    |
| Campeón CD FAS 15° título |